# 韓良卿
韩良卿，字省月。甘肃甘州（今张掖）人。清朝將領。
广西提督韩良辅弟。康熙五十一年武进士，授侍卫。出为陕西西宁守备，迁庄浪营参将。师讨谢尔苏部土番，随凉州总兵杨尽信击敌棋子山，以功赐孔雀翎，赏银千两。累迁宁夏中卫副将、广东碣石总兵，移肃州总兵。乾隆五年（1740年），擢甘肃提督。卒谥勤毅。